# 錢四維
錢四維（1929年—2009年1月14日），江蘇南通人，作家，筆名沙漠、錢俊，另有錢羅、方劍、金戈、錢思微。

## 生平
生於南京，少年時隨國民政府遷台，服役期滿之後離開軍隊，曾擔任出版社編輯，而後擔任銘傳國中教師長達三十多年。與妻子膝下無子，遂認養兒子。卻因養子四歲時發現精神問題，選擇養子而與妻子離婚。教職退休之後多年擔任《世界論壇報》、《大明報》、《環球日報》總主筆，《民意之聲》、《全國民意》月刊主筆，最末作過大廈管理員。晚年在基隆市的學校宿舍被三十五歲的養子縱火燒死。由《台灣文學評論》季刊上連載的回憶錄連集而成的《孤獨的旅程》為其遺作。

## 作品
- 《高中生模範週記》
- 《初中生模範週記》
- 《天怒》
- 《寂寞的愛》
- 《孤獨的旅程》
- 《偏安歲月──蔣介石大傳》[3]

## 外部連結
- 錢四維簡介[永久]
- 錢四維新聞